# 요크 시티 FC

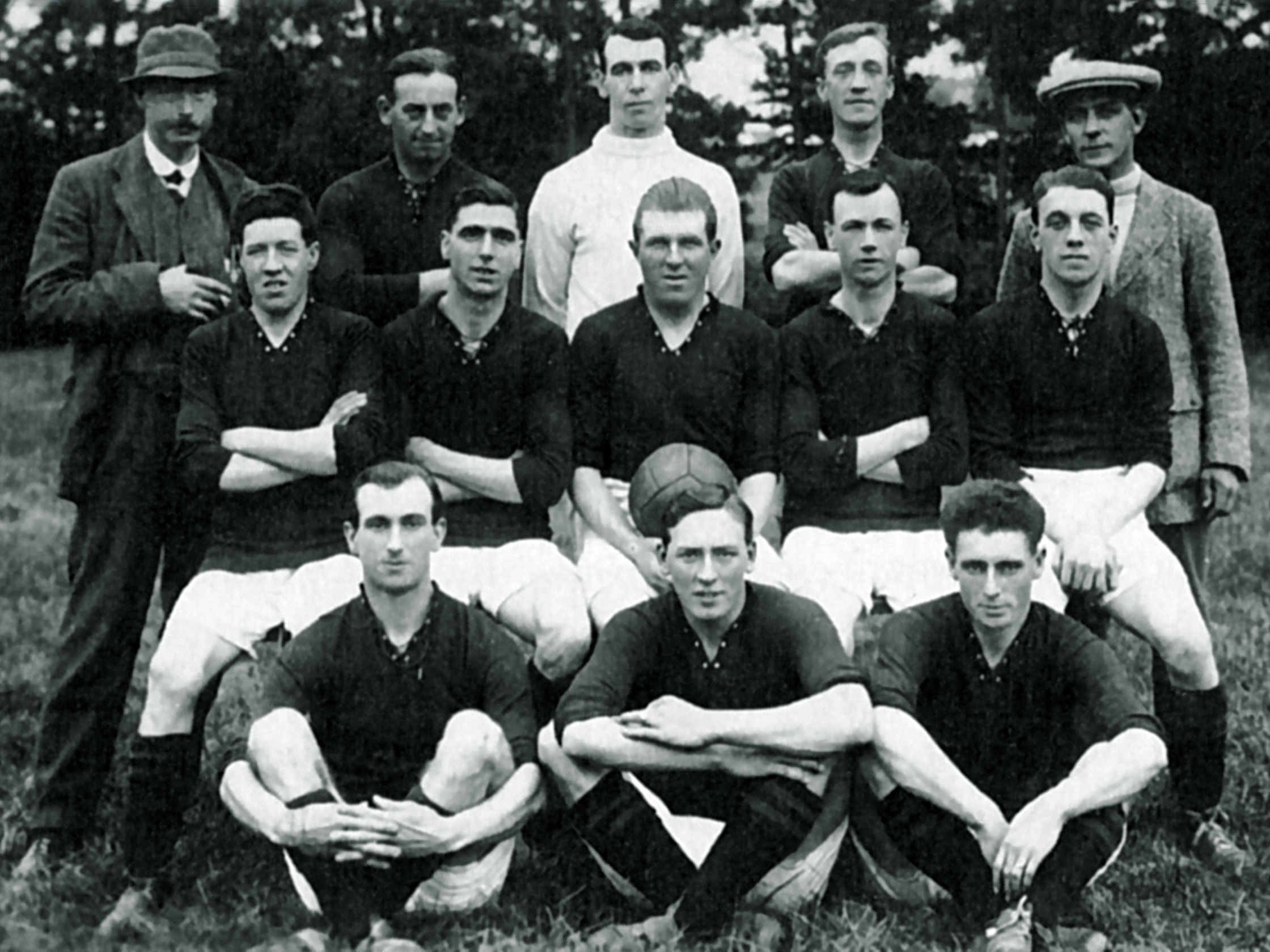

요크 시티 FC(York City Football Club)는 잉글랜드의 축구 클럽으로, 노스요크셔주의 요크를 연고지로 한다. 2022-23 시즌에 내셔널리그에 참가하고 있다.

## 선수 명단

### 현역
참고: FIFA 자격 규정에 따라 소속된 국가대표팀 국기를 표시합니다. 선수는 복수의 FIFA 비회원국 국적을 가지고 있을 수 있습니다.
| 번호 | 포지션 | 국적 | 이름 |
| ---- | ------ | ---- | ---- |

| 번호 | 포지션 | 국적   | 이름      |
| ---- | ------ | ------ | --------- |
| 25   | FW     | 감비아 | 모 파데라 |